# Banque Commerciale pour l’Europe du Nord
Die Banque Commerciale pour l’Europe du Nord (auch BCEN und BCEN-Eurobank genannt) war eine sowjetisch kontrollierte Bank in Paris, gegründet 1921.
Im Jahr 2005 wurde die russische Vneshtorgbank Hauptaktionär. Die Vneshtorgbank änderte ihren Namen in VTB Bank und die Banque Commerciale pour l’Europe du Nord wurde in VTB Bank (France) SA umbenannt. Die BCEN hat eine Repräsentanz in Moskau und Minderheitsbeteiligungen an zwei russischen Banken. Das Hauptgeschäft der BCEN sind strukturierte Handelsfinanzierungen. Die Kunden der Bank sind hauptsächlich russische Exporteure und internationale Unternehmen, die mit Russland handeln.

## Geschichte
Die Regierung der Zweiten Spanischen Republik finanzierte während des Spanischen Bürgerkrieges mit ihren Goldreserven die militärische Unterstützung durch die Sowjetunion. Die Sowjetunion nutzte die BCEN, um dieses Gold zu verwalten. Von Paris aus bezahlten Finanzmakler und Diplomaten den Kauf von Waffen und Ausrüstung in Brüssel, Prag, Warschau, New York und Mexiko-Stadt.
Zu den Direktoren gehörte Dimitri Navachine, der 1937 Opfer eines Attentats durch OSARN (Cagoule) wurde.
Während des Kalten Krieges diente die Bank als Hausbank für die Kommunistische Partei Frankreichs (PCF) und ihre Organisationen: So verfügte die PCF über 219 Konten und die Gewerkschaft CGT über 200 Konten, alle mit mehreren zehn Millionen Franc. Georges Gosnat, der Hauptkassierer der Partei, war für die Verwaltung verantwortlich.

## Führungskräfte
Zu den Präsidenten gehören Guy de Boysson und Charles Hilsum. Zu den Direktoren gehören neben Navachine auch Gilles Peillon (1928–2007), Generaldirektor und Vater von Minister Vincent Peillon.